# Nowa Ziemia (Złotoryja)
Nowa Ziemia (německy Neuländel)  je osada nacházející se na jihozápadě Polska v Dolnoslezském vojvodství. Tvoří ji několik budov při řece Kačavě na silnici číslo 328 mezi Novým Kostelem a Złotoryjou. Nachází se zde restaurace Złaty Las (česky Zlatý les) a stejnojmenný skalní útvar. Okolí obklopují lesy.
V osadě se nacházel průmyslový podnik na výrobu lepenky. Byl založen v roce 1896, v místě, kde se původně nacházela továrna na výrobu látek. V letech 1917–1945 podnik patřil rodině Gretshel. Po roce 1945 se zde vyráběla především pevná lepenka, která měla uplatnění v nábytkářství, čalounictví a knihovnictví.

## Galerie

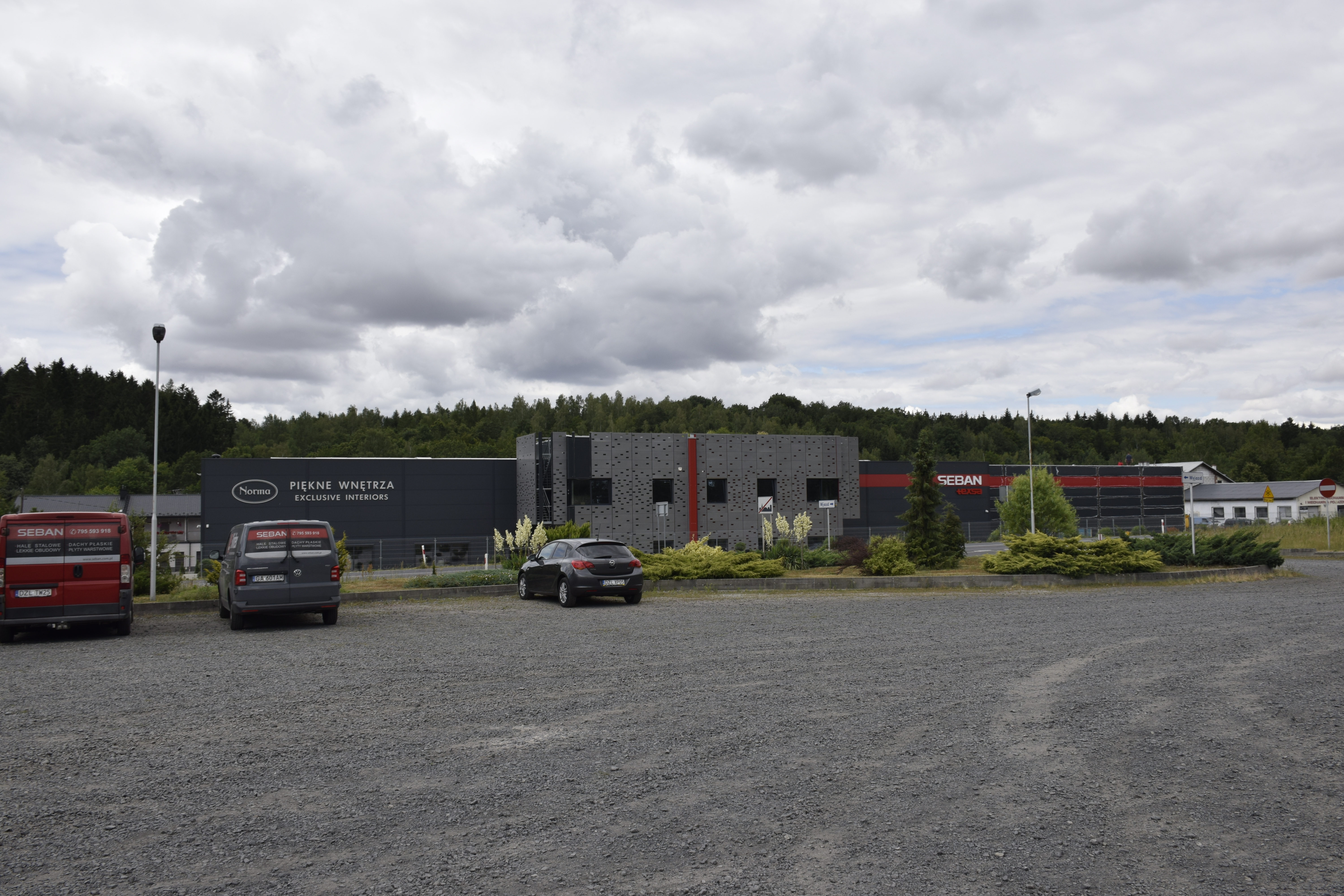
Průmyslový objekt
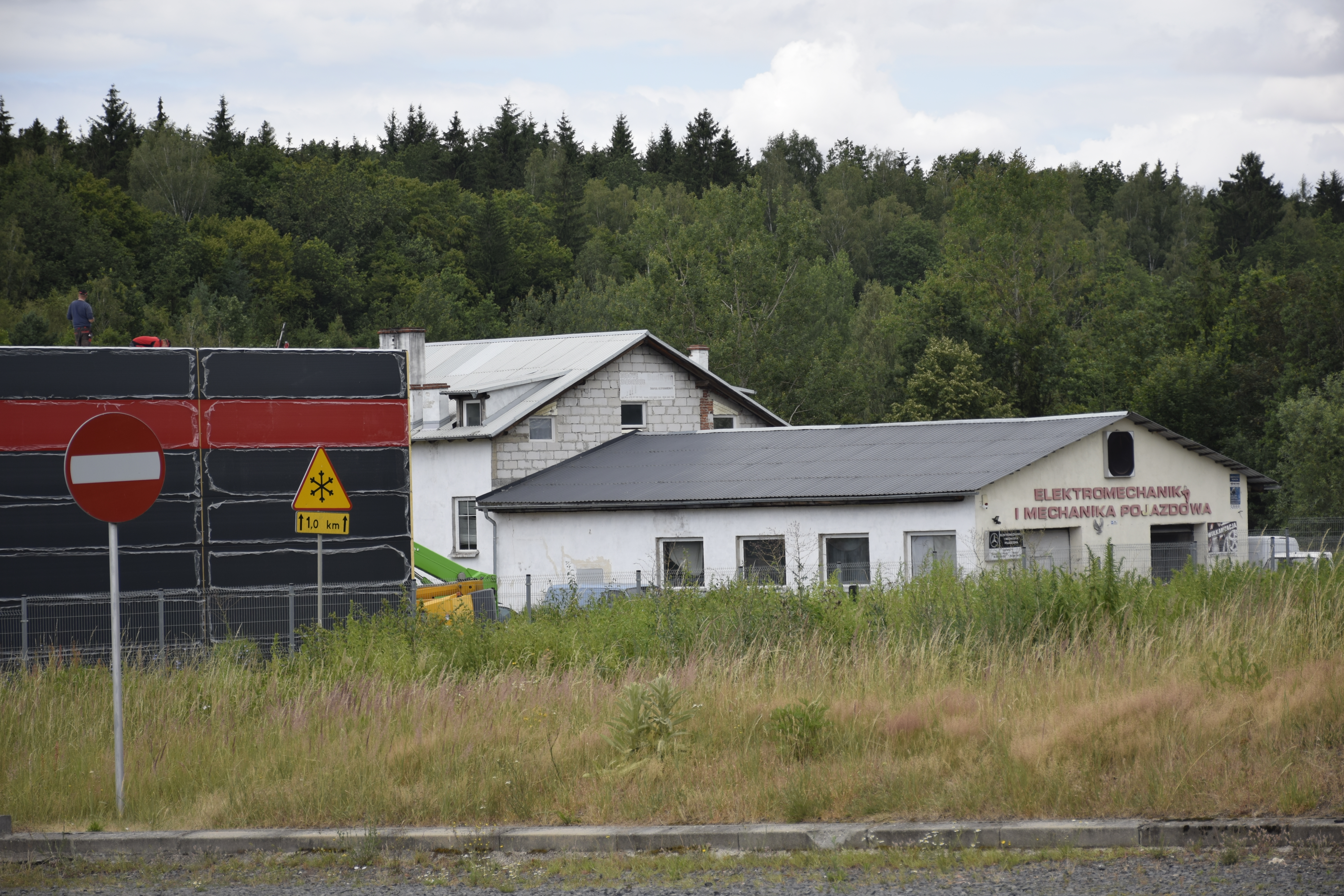
Autoopravna
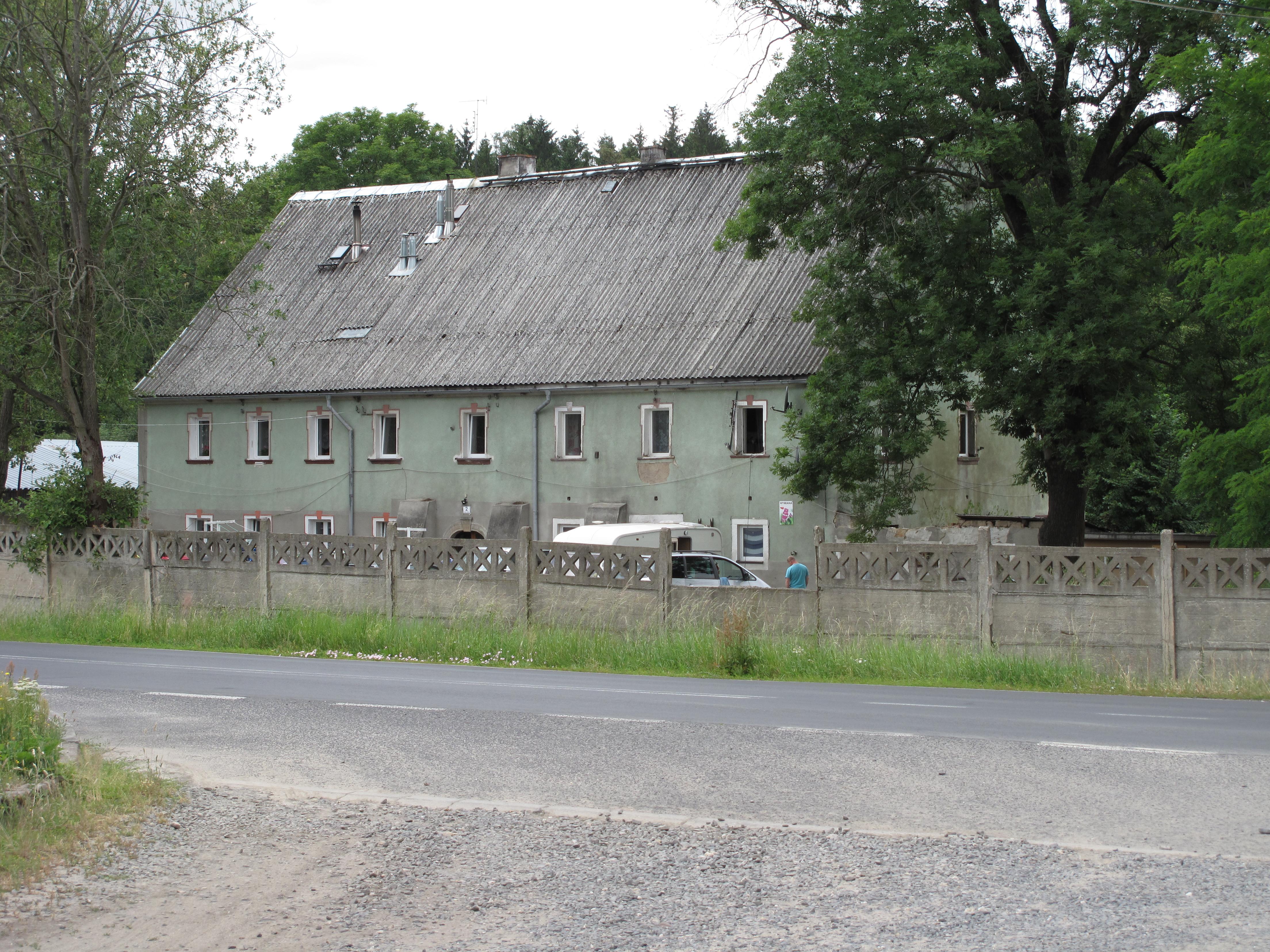
Starší budova
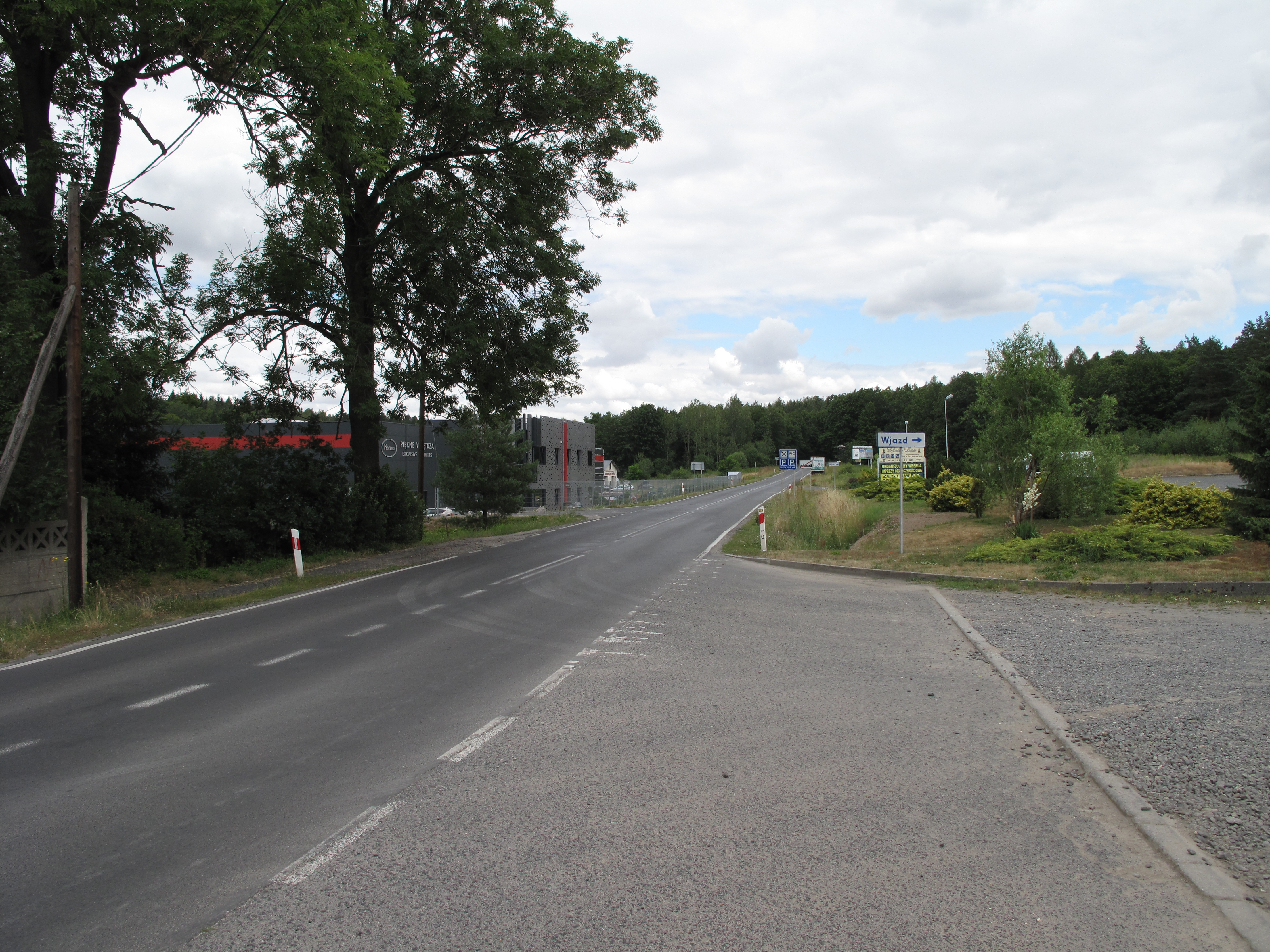
Hlavní silnice
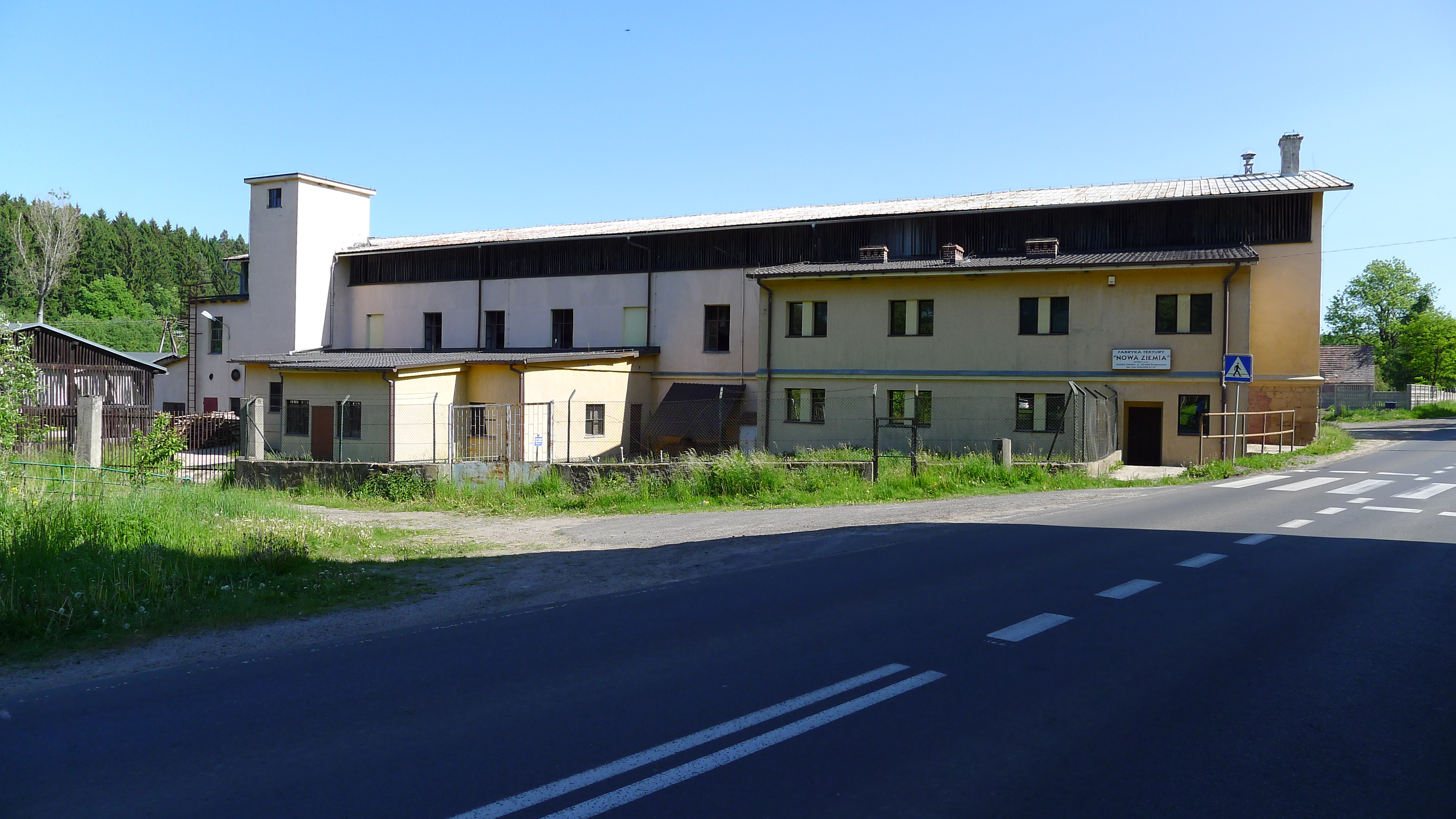
Bývalá továrna na výrobu lepenky